# Nelson Andrade
Nelson de Paula Andrade (ur. 18 kwietnia 1933 w Botucatu, zm. 16 marca 1981) – brazylijski pięściarz. Reprezentant kraju podczas igrzysk olimpijskich w 1952 w Helsinkach. Na igrzyskach w Helsinkach wystąpił w turnieju wagi średniej. Najpierw wygrał z Mátyásem Plachym z Węgier, a następnie przegrał z Vasile Tiță z Rumunii.